# Félix Best
Félix Leopoldo Best (Mendoza, 5 de noviembre de 1890 - Buenos Aires, ca. 1960) fue un militar e historiador argentino, especialmente conocido por su Historia de las guerras argentinas.
Hijo de Irma Rombaut y Félix Best, cursó sus estudios en el Colegio Militar, egresando como subteniente de artillería en 1910. Años más tarde, cursó estudios en la Escuela Superior de Guerra, de la que egresó como oficial de Estado Mayor en 1922.
Prestó servicios en el Estado Mayor de la tercera y cuarta divisiones del Ejército Argentino y fue comandante del Grupo Nro. 2 de Artillería a Caballo. Fue subdirector y profesor en la Escuela Superior de Guerra, en la que impartió las asignaturas Táctica y Servicio e Historia Militar; fue también profesor de Historia Militar en el Colegio Militar. Presidió la Comisión de Adquisiciones en el Extranjero y fue subjefe del Estado Mayor del Ejército. Pasó a retiro efectivo del Ejército en 1945, con el rango de coronel que había alcanzado en 1938.
Su pasión por la historia militar lo acompañó durante toda su carrera y lo llevó a ocupar distintos cargos docentes. Formó parte de la Comisión Nacional de Museos, Monumentos y Lugares Históricos entre 1938 y 1940 y del Instituto Nacional Sanmartiniano. Fue también delegado del Ejército al II Congreso de Historia de América, celebrado en Buenos Aires en 1937.
Falleció en torno al año 1960. Estaba casado con Celia Pizarro, de quien no tuvo hijos.
Entre sus publicaciones escritas figuraron varias colaboraciones con la Historia de la Nación Argentina editada por la Academia Nacional de la Historia y dirigida por Ricardo Levene entre los años 1936 y 1950. También publicó numerosas notas en la Revista Militar y ensayos publicados por la Biblioteca del Suboficial.
Tradujo numerosas obras del francés, generalmente en colaboración con el coronel Justo P. González, entre ellas El arte de vencer en los dos polos de la historia: su ley eterna, de Arthur Boucher, publicado en 1932 en la Biblioteca del Oficial, y Médicos y militares de Paul Abram.
Su obra más destacada fue el Compendio de las Campañas Militares Argentinas más importantes desde 1810 hasta nuestros días, del cual se publicaron cuatro tomos a partir de 1932, y que terminó reeditando en 1960 como Historia de las guerras argentinas en dos tomos, obra que le ha otorgado un gran prestigio por su desarrollo completo y orgánico.